# Ctenoides scabra
Ctenoides scabra is een tweekleppigensoort uit de familie van de Limidae. De wetenschappelijke naam van de soort is voor het eerst geldig gepubliceerd in 1778 door Born.